# Freccia Vallone 1957
La Freccia Vallone 1957, ventunesima edizione della corsa, si svolse il 26 aprile 1957 per un percorso di 226 km. La vittoria fu appannaggio del belga Raymond Impanis, che completò il percorso in 6h01'49" precedendo il francese René Privat ed il connazionale Frans Schoubben.
Al traguardo di Liegi furono 64 i ciclisti, dei 168 partiti da Charleroi, che portarono a termine la competizione.

## Ordine d'arrivo (Top 10)
| Pos. | Corridore               | Squadra             | Tempo    |
| ---- | ----------------------- | ------------------- | -------- |
| 1    | Raymond Impanis         | Peugeot-BP          | 6h01'49" |
| 2    | René Privat             | Mercier             | a 47"    |
| 3    | Victor Wartel           | Rochet-Dunlop       | a 2'40"  |
| 4    | Marcel Janssens         | Peugeot-BP          | s.t.     |
| 5    | Jean Bobet              | Bobet-BP-Hutchinson | s.t.     |
| 6    | Nino Defilippis         | Bianchi             | a 4'28"  |
| 7    | Jozef Planckaert        | Peugeot-BP          | s.t.     |
| 8    | Jacques Dupont          | St.Raphael          | a 6'44"  |
| 9    | Gustave Van Vaerenbergh | -                   | a 7'02"  |
| 10   | Julien Schepens         | Mercier             | s.t.     |